# 火星甲烷

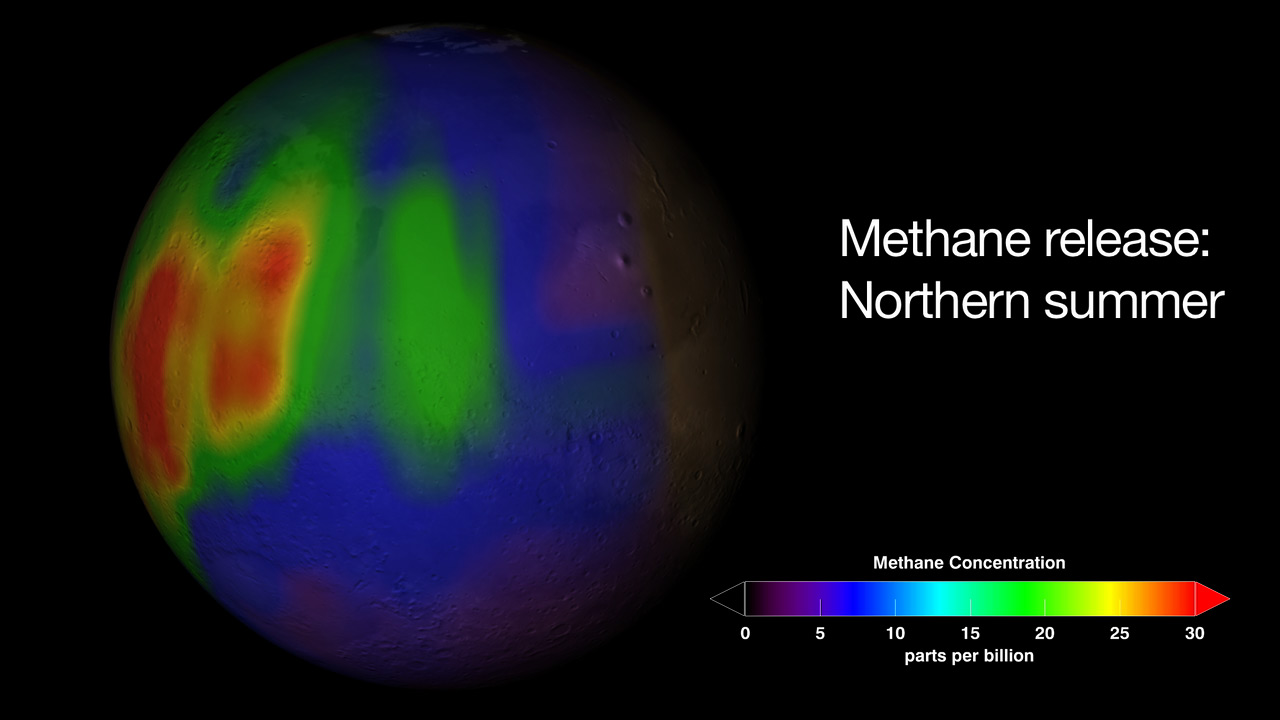
火星上来源不明的甲烷，这里显示了在北半球夏季检测到的甲烷，含量为十亿分率体积，红色代表最高，黑色代表最低。

火星大气层中存在甲烷的报导引起了很多地质学家和天体生物学家的关注，因为甲烷可能表明火星上存在有微生物生命，或地球化学作用，如火山或热液活动。 
2004 年以来，各种探测任务和观察研究都报告了痕量甲烷，范围从60ppbv到低于检测限值(< 0.05 ppbv)不等。火星上的甲烷来源以及所观测到甲烷浓度出现巨大差异的原因尚不清楚，目前还处于研究之中。无论何时检测到甲烷，它都会通过一种高效但未知的过程迅速从大气中消失。

## 探测史

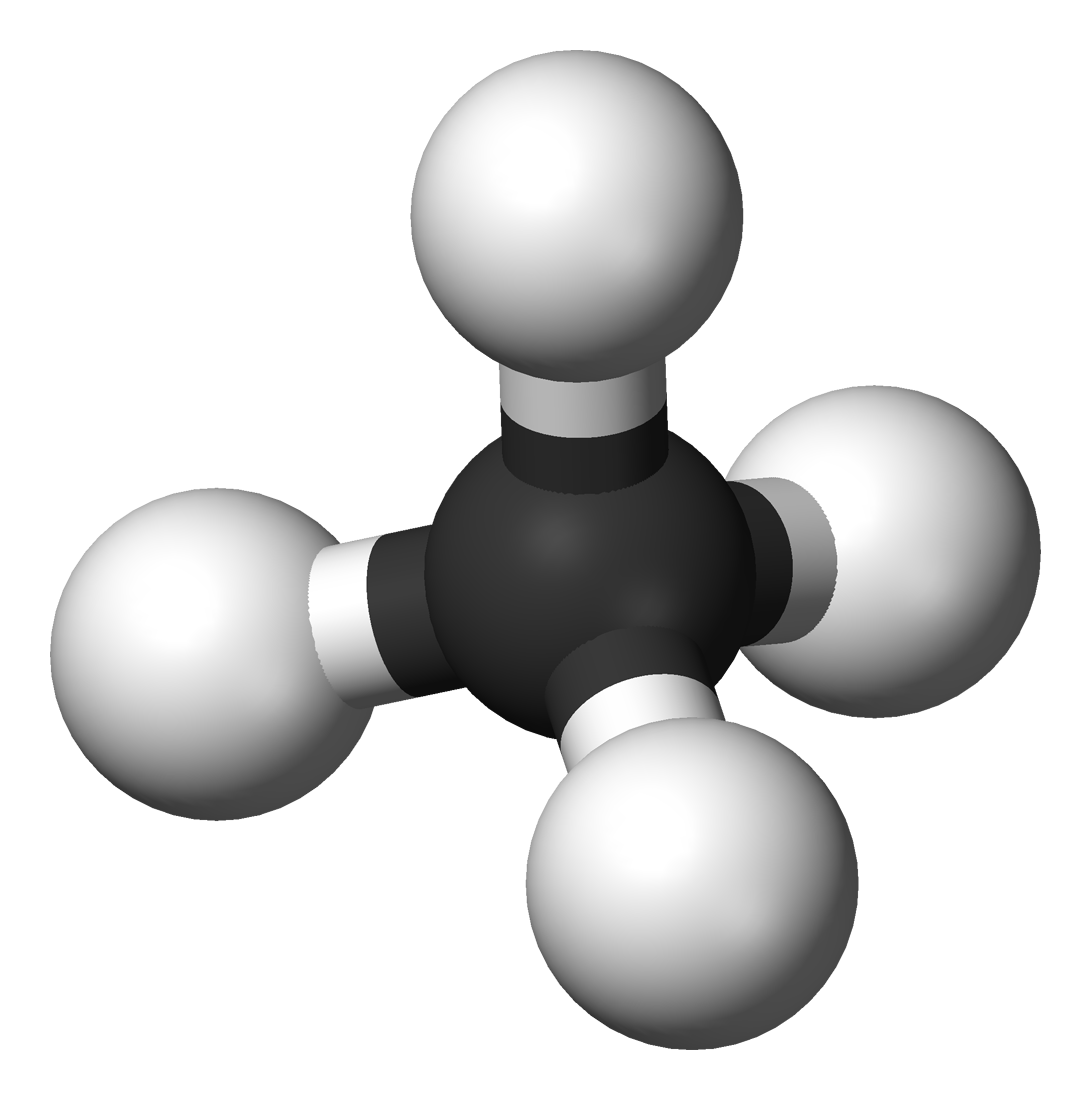
甲烷（CH_{4}）分子模型

甲烷（CH4）在当前火星的氧化性大气层中化学性质并不稳定，由于太阳紫外线辐射及与其他气体的化学反应，它会很快分解。因此，大气层中甲烷持续或间歇的出现可能意味着存在持续的补充气源。
欧空局的火星快车号轨道器使用行星傅里叶光谱仪测得了大气层中甲烷的首个证据。2004年3月，火星快车号科学团队提出大气层中存在的甲烷浓度约为10ppbv，这一点很快得到三支地基望远镜小组的证实，尽管在2003年和2006年的观测中所测量到的甲烷丰度出现了巨大差异。火星甲烷的这种时空差异表明该气体集中于局部地区并且有可能是季节性的，据估计，火星每年产生270吨甲烷。
2011年，美国宇航局科学家报告，利用高纬度地面观测站（甚大望远镜、凯克望远镜Ⅱ、美国宇航局红外望远镜）的高分辨率红外光谱望远镜对火星上的痕量物质（包括甲烷）进行了全面搜索，得出了甲烷（<7 ppbv）、乙烷（<0.2 ppbv）、甲醇（<19 ppbv）和其他物质（甲醛、乙炔、乙烯、一氧化二氮、氨、氰化氢、氯仿、氯化氢、超氧化氢–所有极限值均为十亿分之体积单位水平）的敏感上限。

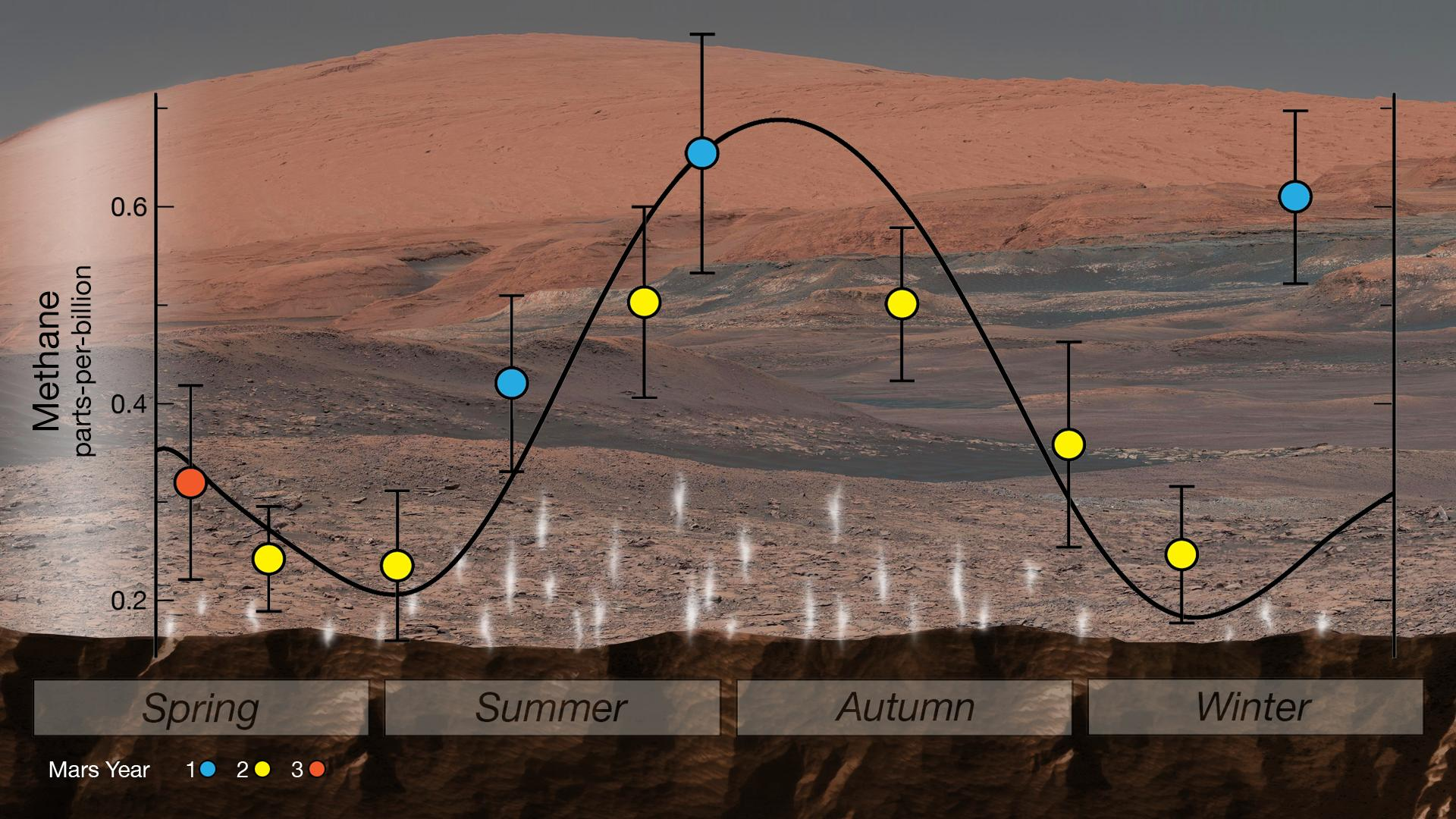
好奇号探测车检测到大气层中甲烷的周期性季节变化。

2012年8月，好奇号漫游车登陆火星，它搭载的仪器能够进行精确的丰度测量，但不能辨别甲烷中的不同同位素，因此无法确定其来源是地质性的还是生物性 。但火星微量气体任务卫星（TGO）可测量这些比率并指出它们的来源。
2012年，好奇号的可调谐激光光谱仪（TLS）首次测量表明，着陆点地区没有甲烷，或低于5ppbv单位，后来计算出的最低值为0.3至0.7ppbv之间。2013年，美国宇航局的科学家再次报告说，没有检测到超过最低值的甲烷。但在2014年，美国宇航局报告说，好奇号探测车在2013年末和2014年初检测到其周围大气层中的甲烷含量增加了10倍（“峰值”）。在此期间的两个月内，四次测量获得的平均值为7.2ppbv，这意味着火星正在从未知来源间歇性地产生或释放甲烷。而在此前后，平均读数约只为该水平的十分之一。
2018年6月7日，美国宇航局宣布确认大气层甲烷背景水平存在周期性季节变化。在2019年6月底的一次事件中，好奇号探测车原位检测到的最大甲烷浓度达到21 ppbv。在“好奇号”探测到甲烷前20小时，以及探测后24小时和48小时，“火星快车号”轨道飞行器碰巧在该区域进行了定点跟踪，而火星微量气体任务卫星也差不多同时在更高的纬度进行大气观测。
印度火星轨道探测器于2014年9月24日进入火星轨道，该卫星配备了测量大气层甲烷的法布里－佩罗干涉仪，但进入火星轨道后，确定它无法探测到甲烷:57。因此，该仪器被改用于测绘反照率地图。截至2019年4月，火星微量气体任务卫星显示火星甲烷浓度低于可检测水平（<0.05 ppbv）。
“毅力号”火星车（2021年2月着陆）和罗莎琳德·富兰克林号火星车（定于2023年）都将不配备分析大气甲烷及其同位素的设备，所以，计划于21世纪30年代中期进行的火星采样返回任务似乎是能够分析样本以区分地质来源和生物来源的最早任务。

## 可能来源

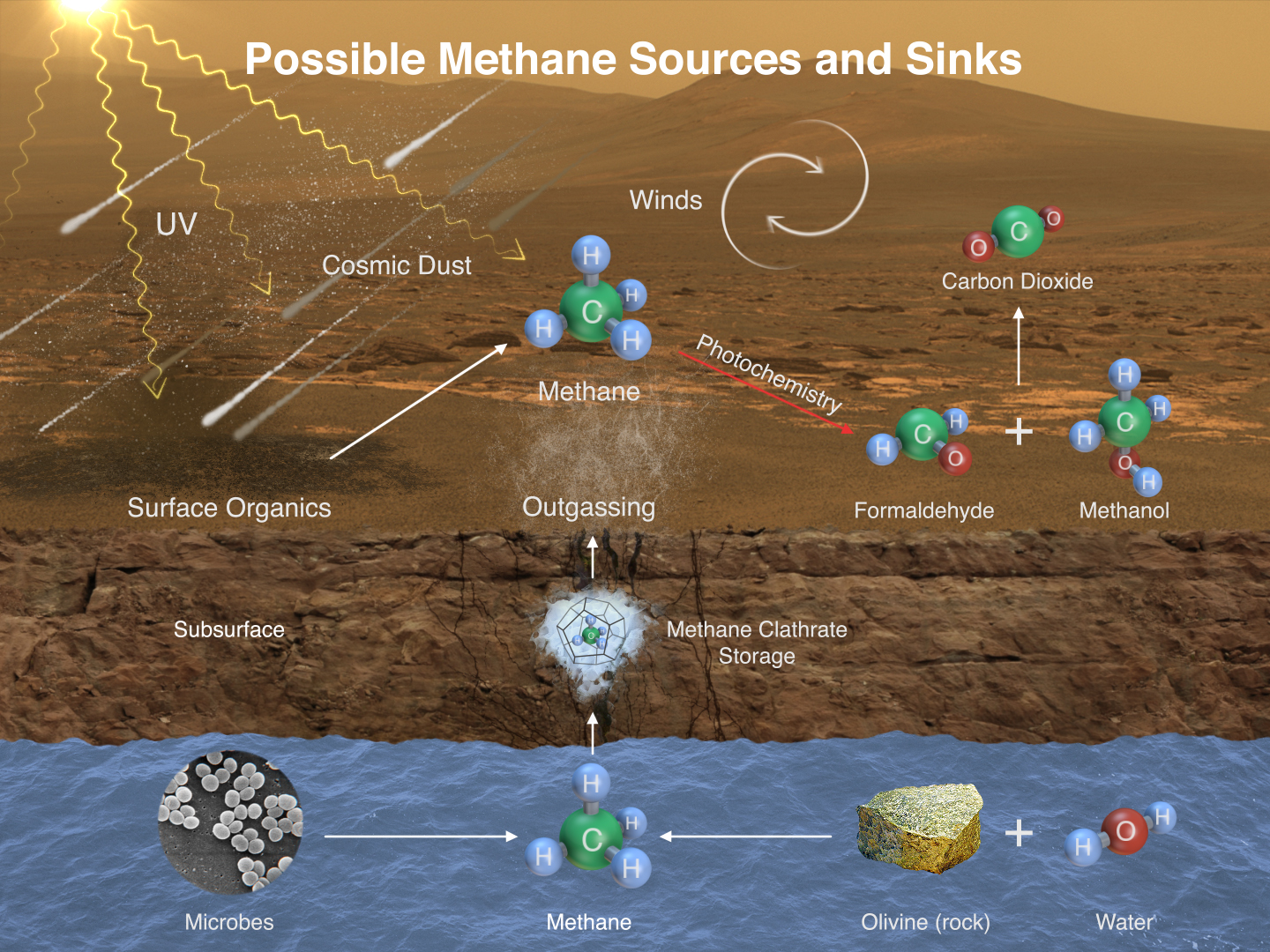
火星上可能的甲烷来源和沉没。

### 地质成因
火星甲烷来源的主要候选因素包括非生物作用过程，如水-岩反应、水的辐解和黄铁矿的形成，所有这些过程都会产生氢气，然后通过费托合成，与一氧化碳和二氧化碳生成甲烷和其他碳氢化合物。研究还表明，甲烷可通过与水、二氧化碳和火星上很常见的橄榄石矿物等相关的作用过程产生，这种反应所需的条件（即高温和高压）虽不存在于表面，但可能存在于地壳内。对矿物副产物的蛇纹岩检测表明，这一过程正在发生。地球上的模拟表明，在火星上，有可能从蛇纹岩中低温产生和散发出甲烷。另一种可能的地质来源是偶尔从包裹在笼形水合物中释放出来的古代甲烷。在火星早期寒冷环境的假设下，冰雪圈可能将捕获的甲烷以稳定的包合物形态保存在深处，之后表现为零星的释放。
在现代地球上，火山活动是甲烷排放的次要来源，并通常伴有二氧化硫气体。然而，对火星大气层中微量气体的若干研究并未发现有二氧化硫存在的证据，这使得火星的火山活动不太可能成为甲烷的来源。尽管甲烷的地质来源,，如蛇纹岩化是可能的，但目前火山作用、热液活动或热点的缺乏并不倾向地质成因。
也有人提出，进入火星大气层的陨石可能会补充甲烷，但伦敦帝国理工学院的研究人员发现，以这种方式释放的甲烷量太低，无法维持所测量到的甲烷水平。有人认为，甲烷是陨石在进入大气层时，受强烈热量驱动产生的化学反应所致。虽然2009年12月发表的研究排除了这一可能性，但2012年发表的研究表明，甲烷可能来源于陨石上的有机化合物，这些化合物通过紫外线辐射可转化为甲烷。
实验室测试表明，当放电与水冰和二氧化碳相互作用时，会产生甲烷爆发。沙尘暴和尘卷风中的带电尘埃颗粒与永久冻土冰接触产生的放电，每焦耳应用能量可产生约1.41×1016个甲烷分子。 
目前的光化学模型无法解释火星甲烷水平明显快速变化。研究表明，甲烷消失过程长约4个地球年，短则0.6个地球年，这种无法解释的快速消失率也表明了有一种非常活跃的补充源。意大利国立天体物理研究所的一组研究人员推测好奇号火星车探测到的甲烷可能是从盖尔撞击坑以东约500公里附近的梅杜莎槽沟层区释放出来的，该地区可能是一处缘于火山成因的断裂带
。

### 生物成因
活体微生物，如产甲烷菌，是另一种可能的来源，但没有证据表明火星上存在这种微生物。在地球海洋中，生物甲烷的产生往往伴随有乙烷（C
2H
6）的产生，而长期的地面光谱观测并未在火星大气层中发现这些有机分子。鉴于其中一些分子的预期寿命很长，火星上生物有机物的排放似乎极为罕见，或者目前根本不存在。 
通过与氢反应将二氧化碳还原为甲烷，可表示为：
{\displaystyle {\ce {CO2 + 4 H2 -> CH4 + 2 H2O}}} (∆G˚' = -134 千焦/摩尔 CH4)
二氧化碳与氢气反应生成甲烷，同时在细胞膜上形成电化学梯度，用于通过化学渗透生成三磷酸腺苷。相比之下，植物和藻类可从光合作用或氧气中直接获取能量。
测量火星上氢和甲烷含量的比率可有助于确定火星生命存在的可能性。大气层中氢/甲烷比率较低（约小于40）可能表明大气中的甲烷大部分可归因于生物活动，但在火星低层大气层中观测到的比率高出“大约10倍”，这“表明生物过程可能不是观测到的甲烷成因”。
自2003年在大气层中发现甲烷以来，一些科学家一直在设计模型和进行试管实验，以测试产甲烷细菌在模拟火星土壤中的生长情况。在模拟土壤中，即便存在1wt%（重量百分比）的高氯酸盐，所有测试的四种产甲烷菌株全都产生了大量甲烷。产甲烷菌不需要氧气或有机营养物，不进行光合作用，使用氢气作为能源，二氧化碳（CO2）作为碳源，因此它们可以存在于火星的地下环境中。如果火星上的微生物正在产生甲烷，那么甲烷可能就存在于地表以下很深的地方，那里的温度仍足以让液态水保持存在。
2015年阿肯色大学发表的研究表明，一些甲烷菌可在类似地下液体含水层的火星低压环境中生存，测试的四种细菌分别为：
- 沃氏甲烷嗜热杆菌(Methanothermobacter wolfeii)；
- 巴氏甲烷八叠球(Methanosarcina barkeri)；
- 甲酸甲烷杆菌(Methanobacterium formicicum)；
- 海沼甲烷球菌(Methanococcus maripaludis)[68]。

吉尔伯特·莱文领导的研究小组认为，甲烷的产生和降解现象都可用产生和消耗甲烷的微生物生态学来解释。
即使火星车任务探明火星微生物生命是甲烷的季节性来源，这些生命形式也可能居住在火星车无法触及到的地表之下。

## 可能的沉没
最初认为甲烷在紫外线辐射的氧化性大气层中化学性质不稳定，因此，它在火星大气中的寿命应为400年左右，但2014年得出结论，强烈的甲烷沉降并不受大气氧化的影响，表明地表存在一种有效的物理化学过程，会“消耗”甲烷，通常称之为“沉没”。
一种假说推测甲烷根本不会被消耗，而是从笼形复合物中季节性地冷凝和蒸发；另一种假设则是甲烷与地表上翻滚的石英砂（二氧化硅）和橄榄石反应，形成共价硅–甲基键。研究表明，在侵蚀过程中，这些固体会被氧化，气体会被电离。因此，电离甲烷与矿物表面发生反应并与之结合。

## 图集

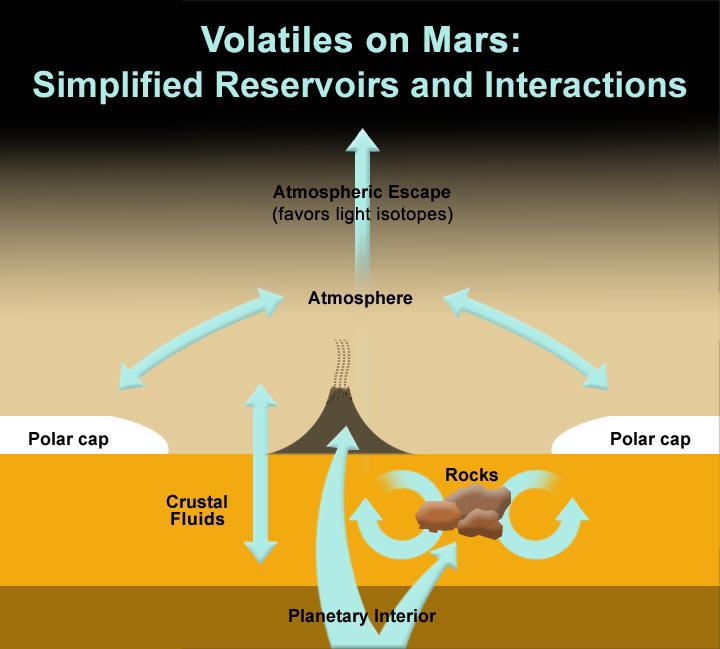
火星上的挥发性气体。
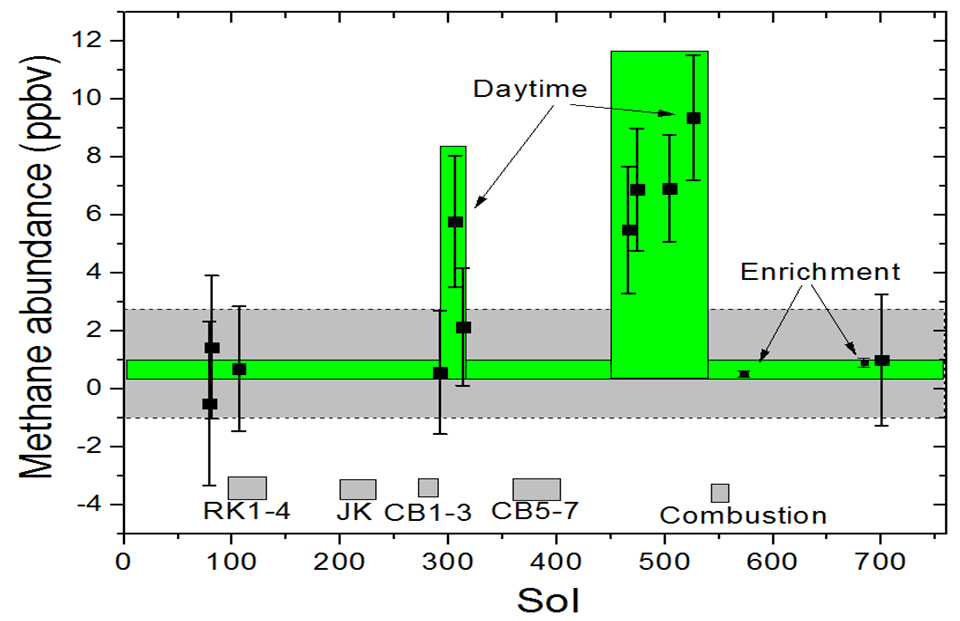
“好奇号”漫游车测得的火星大气中甲烷。

## 另请查看
- 火星大气层
- 火星气候
- 火星生命